# E!
E!(Entertainment Television의 약어)는 NBC유니버설이 운영하는 미국의 유료 오락 텔레비전 채널이다. 2006년 11월부터 컴캐스트가 전체 지분을 소유했다.

## 연혁
1987년 7월 31일 무비 타임이라는 이름으로 개국하였다. 초창기에는 영화계 소식 위주로 방송을 내보냈고, 이후 취재 범위를 연예계의 모든 분야로 확대해 나가면서 1990년 6월 1일에 지금의 이름으로 변경한다.

## 대한민국
대한민국에서는 SBS가 컴캐스트와 계약을 맺고 UTV를 E!(이후 SBS E!)로 바꾸어 운영하였으나 이후 미국 E!의 프로그램은 감소하였다. 2014년 1월 1일 자정에 이름을 지금의 SBS funE로 바꾸면서 컴캐스트의 흔적은 모두 사라졌다.

## 채널 번호
- 북아메리카 지역을 기준으로 작성하였으며, 추후 기타 국가도 추가할 예정입니다.

- AT&T 유-버스(미국)- 1134번(HD), 134번(SD)
- 디렉TV(미국)- 236번(HD/SD 모두), 1236번(VOD)
- 버라이즌 FiOS(미국)- 696번(HD), 196/1640번(SD)
- 벨 TV(캐나다)- 621번(HD/SD 모두)
- 디시 네트워크(미국)- 114번(HD/SD 모두)